# مایک الویس
مایک الویس (انگلیسی: Mike Elwiss؛ زادهٔ ۲ مهٔ ۱۹۵۴) بازیکن فوتبال اهل بریتانیا است.
از باشگاه‌هایی که در آن بازی کرده‌است می‌توان به باشگاه فوتبال کریستال پالاس، باشگاه فوتبال دونکستر راورز، و باشگاه فوتبال پرستون نورث اند اشاره کرد.